# Parc national de Podyjí
Le parc national de Podyjí (en tchèque : Národní park Podyjí) est un parc national tchèque, situé en Moravie-du-Sud. À la frontière de l'Autriche, il est adjacent au parc national de Thayatal avec lequel il forme un parc international,. En superficie, ses 63 km² en font le plus petit des quatre parcs nationaux du pays. Il protège des forêts naturelles situées le long de la vallée de la rivière Dyje. L'état particulièrement bien conservé du biome du parc est cité comme étant unique en Europe centrale.

## Statut juridique
Le Parc national de Podyjí est l'un des quatre parcs nationaux de Tchéquie. Il a une superficie de 63 km2 auquel s'ajoute une zone tampon de 29 km2. Il a été officiellement déclaré parc national le 1er juillet 1991.

## Géographie

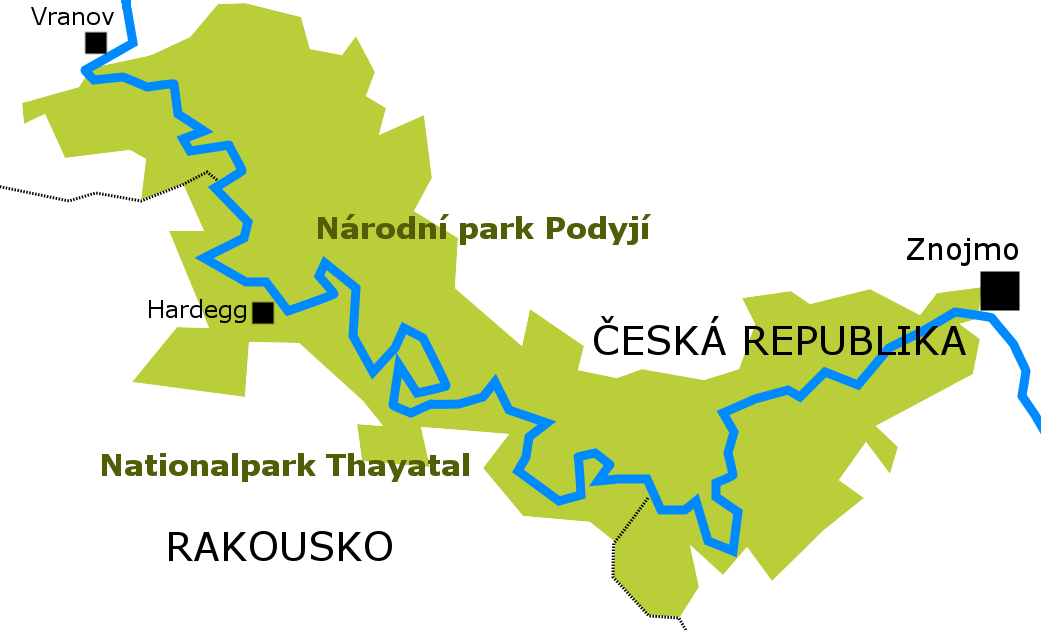
Carte du Parc national de Podyjí et du Parc national de Thaya (Autriche).

Le parc national de Podyjí se trouve à une altitude moyenne de 214-534 mètres. Ses habitats sont les forêts, les prairies, les terres arables, les landes, les zones rocheuses et les zones humides intérieures. Le parc est traversé par la rivière Dyje, qui traverse le parc sur une longueur de 40 km dans un environnement densément boisé,. Les sentiers du parc permettent conduisent à plusieurs châteaux en ruine, dont les châteaux de Nový Hrádek, Hardegg  (Autriche) et Vranov nad Dyjí.

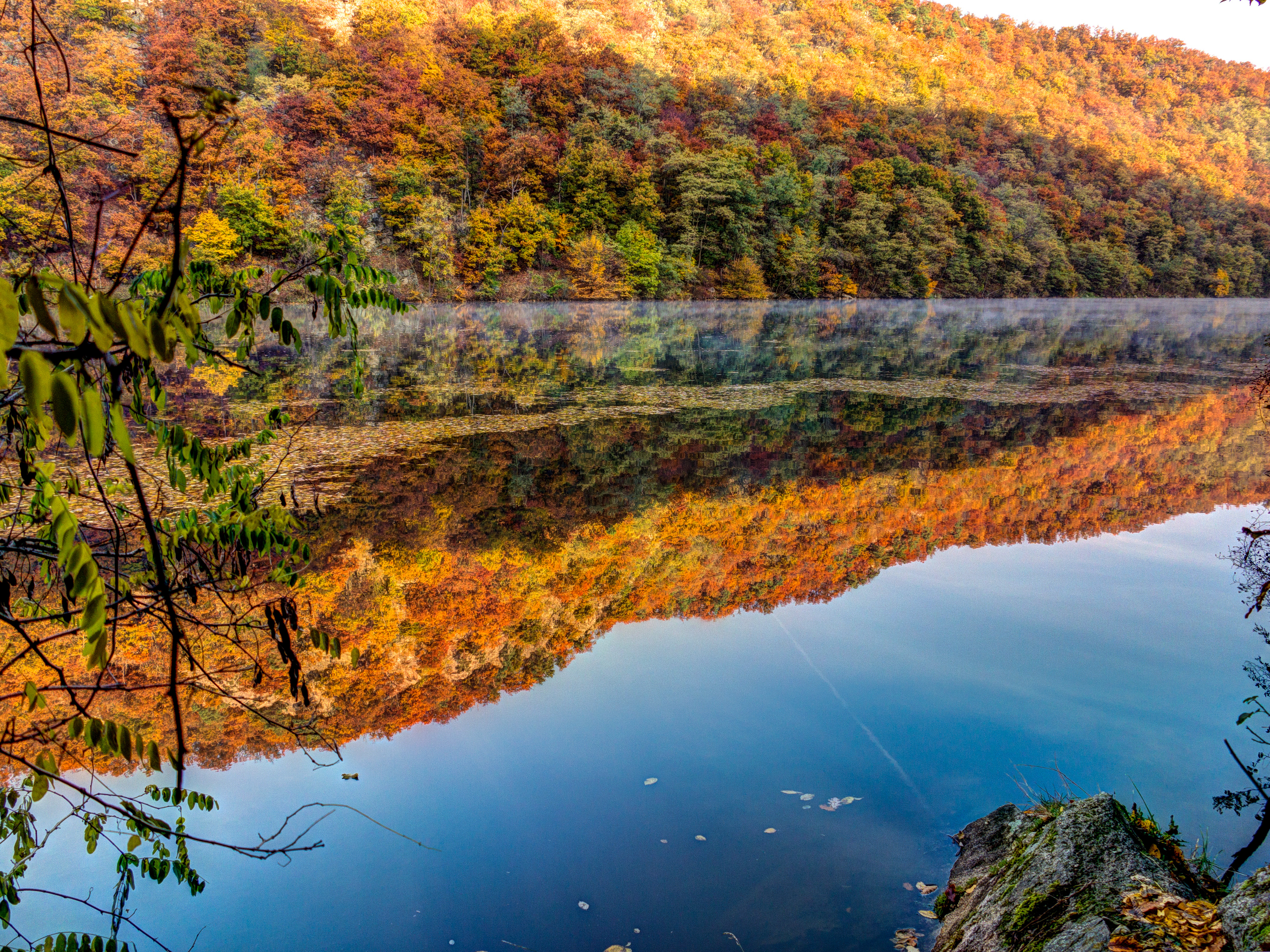
Rivière Dyje
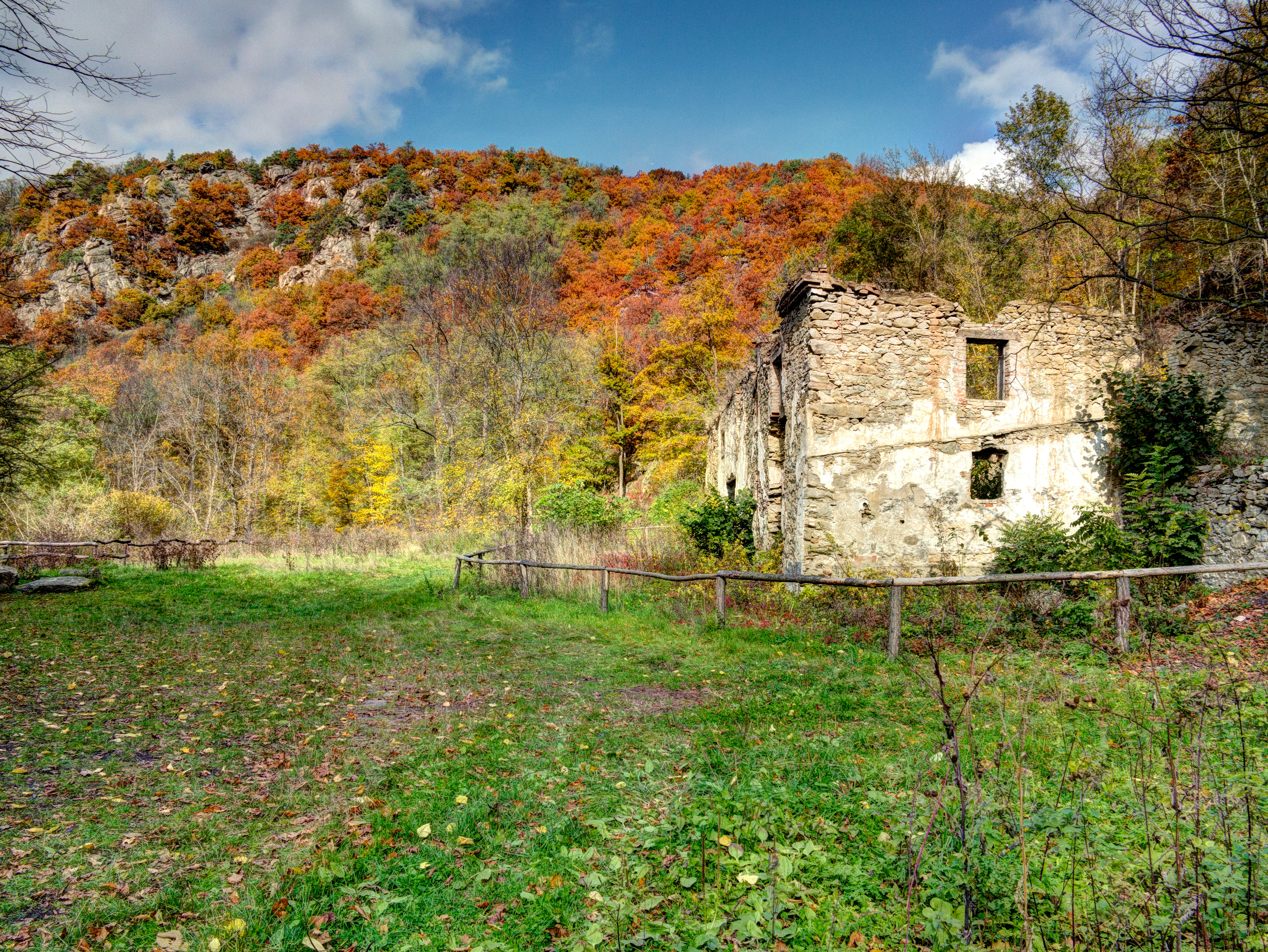
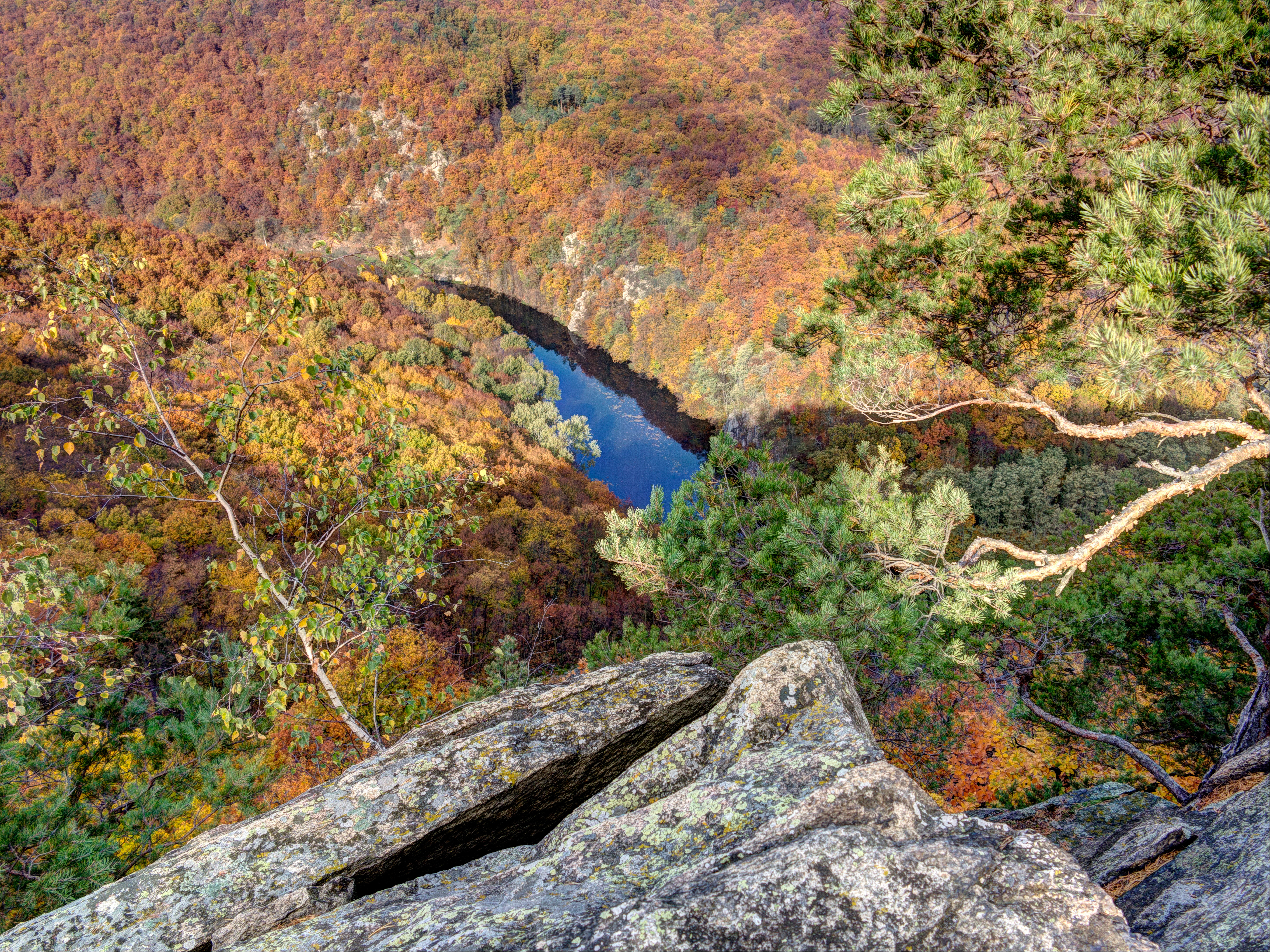
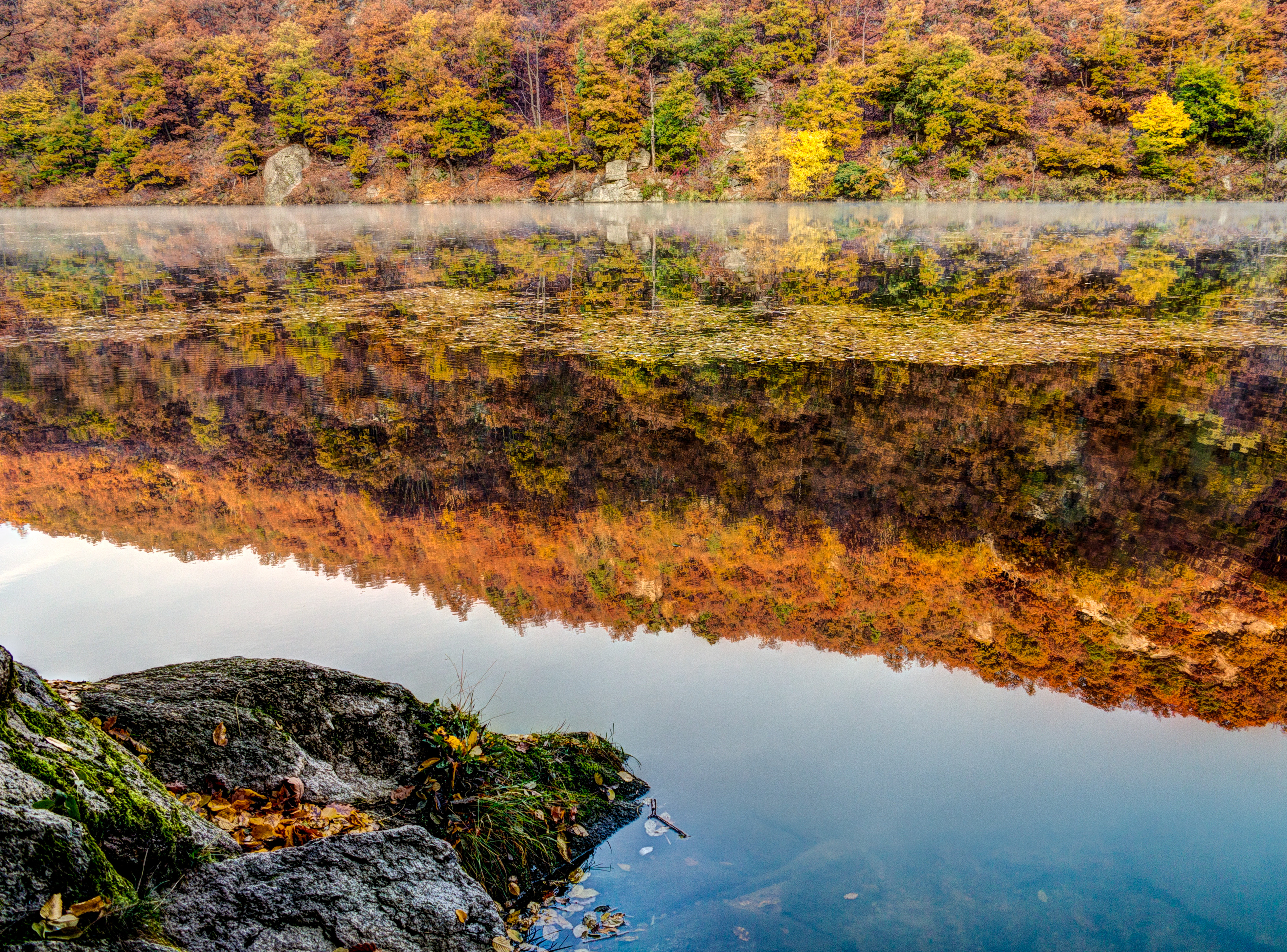
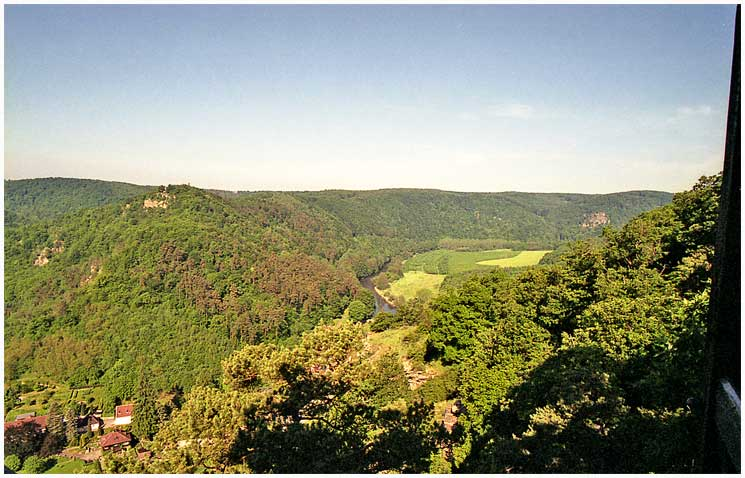

## Flore

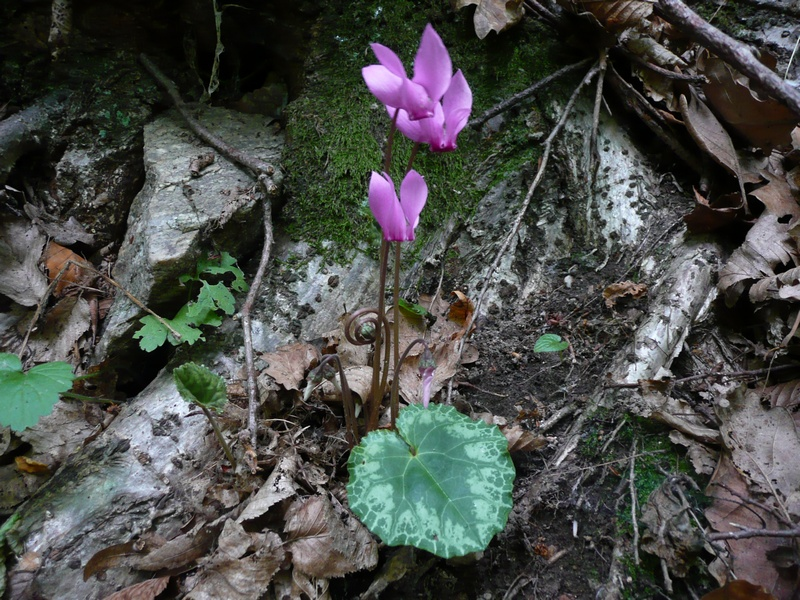
Cyclamen dans le parc de Podyjí.

La vallée du parc est le refuge de 77 espèces de plantes, qui comprennent des forêts de chênes, charmes, hêtres et aulnes. Certaines fleurs vivaces à floraison sont des cyclamen, molènes, et pulsatilles. Le plateau supérieur, qui a été dénudé par l'exploitation forestière et converti en terres cultivables, contient des prairies. Le long du lit de la rivière, se trouvent des buissons de roseaux ou de saules. Dix-huit espèces d'orchidées ont été enregistrées,.

## Faune
Dans le parc ont été recensées 152 espèces d'oiseaux. Les espèces remarquables sont le pic syriaque (Dendrocopos syriacus), la cigogne noire et la fauvette épervière (Sylviat nisoria). La faune comprend également 65 espèces de mammifères. Il existe sept espèces de reptiles, dont un serpent arboricole et le lézard vert.

## Viticulture

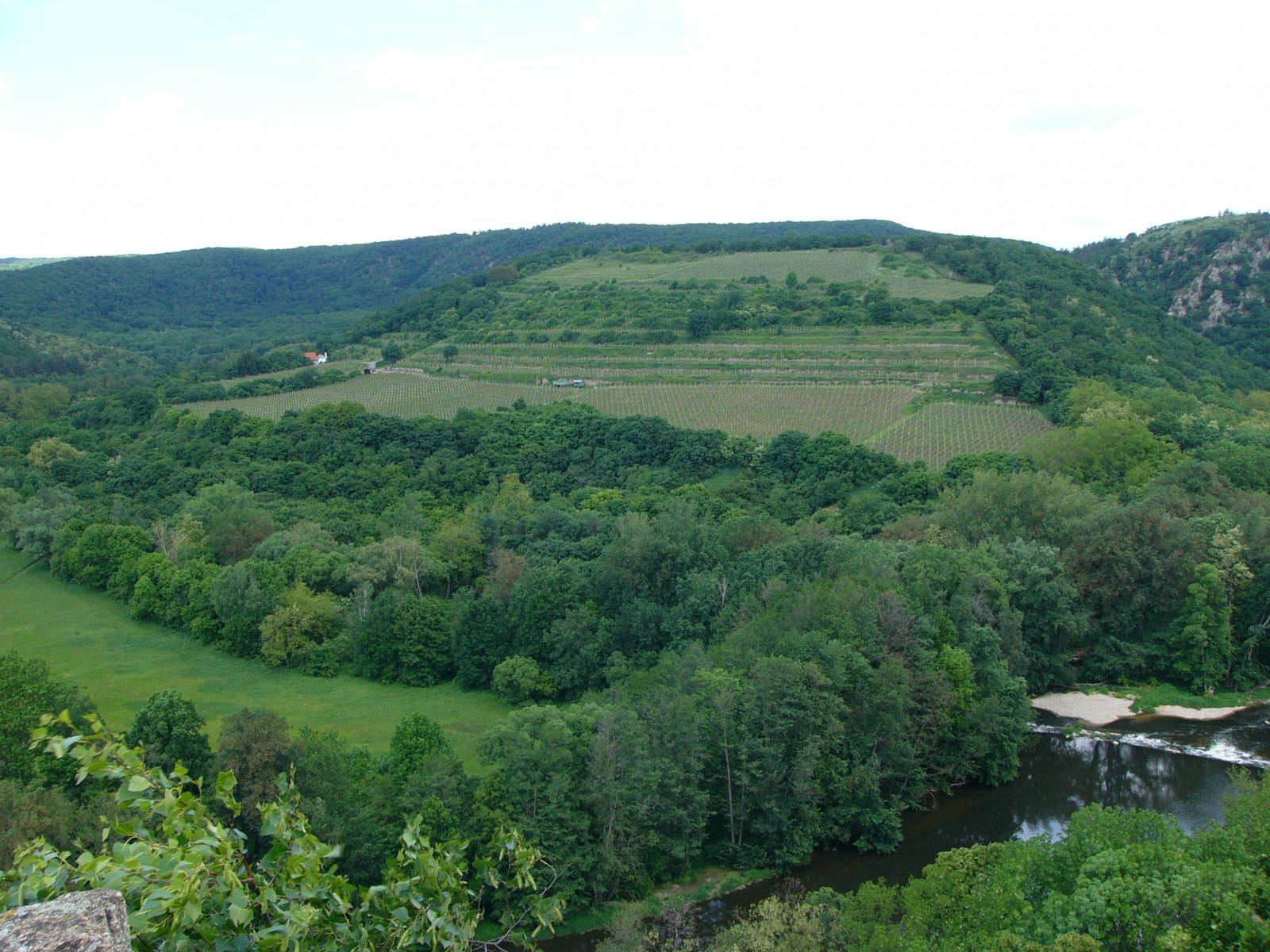
Šobes (ou la colline de Šobes).

Šobes (ou Hora Šobes, anglais: Šobes Hill), l'un des plus anciens et des plus réputés vignobles de la Tchéquie, est situé dans le parc,. En 2014, la société Znovín de Znojmo, qui détient 70 % du vignoble à Šobes, a commencé à essayer de faire inscrire la zone sur la liste des sites du patrimoine mondial naturel de l'UNESCO. Šobes contient environ 12 hectares de vignes.